# Requena Nozal
José Requena Nozal (25 de outubro de 1947, Saragoça, Espanha) é um artista-pintor autodidacta que utiliza diferentes técnicas (encáustica, óleo, acrílico e pastel). As suas obras encontram-se repartidas por Espanha, Europa e Estados Unidos. Fez várias apresentações para o público e críticos especializados.

## Biografia
Nasceu no bairro de El Arrabal (Saragoça) em 25 de outubro de 1947.
Realiza a sua primeira exposição individual em 1975 no , onde se deu a conhecer com obras figurativas de temática marginal e técnica a óleo.
Em 1982 participa no «Concurso Nacional de Pintura para Artistas Jóvenes» que organiza o jornal ABC, na sua edição do «VII Premio Blanco y Negro de Pintura».
Em 1996 é galardoado pela Goya Art Gallery de Nova York, com o primeiro prémio do «II Salón de Verano Ciudad de Nova York». Por não poder assistir à entrega dos prémios, recebeu o galardão Luis Hernández del Pozo, curador do Salão.
Desde 1997 que é membro da Asociación Española de Pintores y Escultores, com o número de sócio 2.753.
Em 2016 o Ayuntamiento da cidade de Dénia patrocina a exposição retrospectiva intitulada "Hemeroskópeion 1980-2015" no Centre d'Art l'Estació.

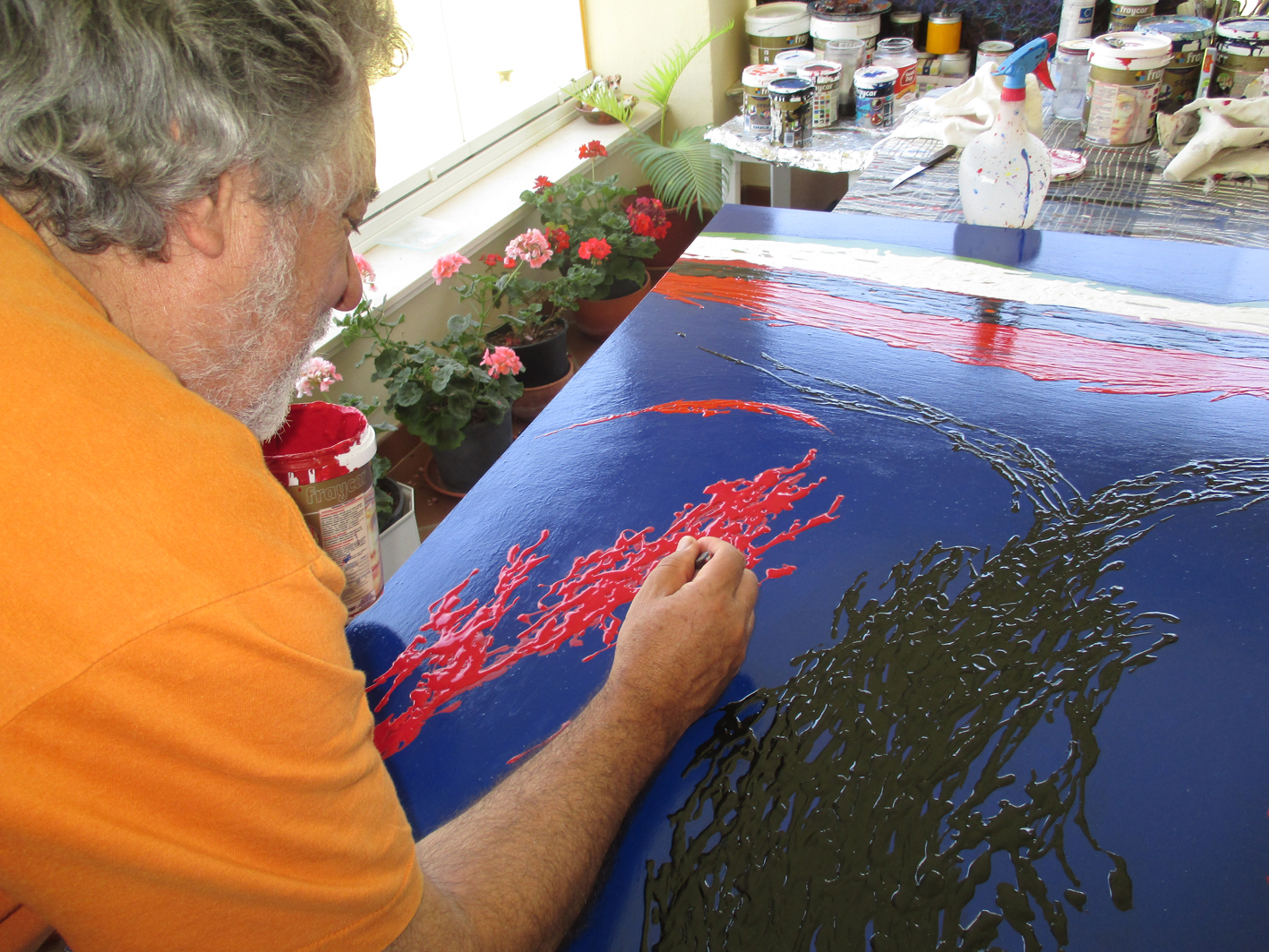
Requena Nozal trabalhando numa de suas obras (2015)

## Técnica
Parte dos seus trabalhos circunscrevem-se à encáustica onde procura «voluntariamente, composições ambiciosas e multidões ordenadas». Na sua obra recolheu uma grande «variedade de ambientes (...) e um sentido humano comprometido com um certo lirismo, no qual a realidade se ajusta ao interesse pela expressão de um determinado sentimento».
Desde 2004 mudou radicalmente o seu estilo para o expressionismo abstracto ou tachismo, utilizando nas suas obras a encaústica, o acrílico e o pan de oro.

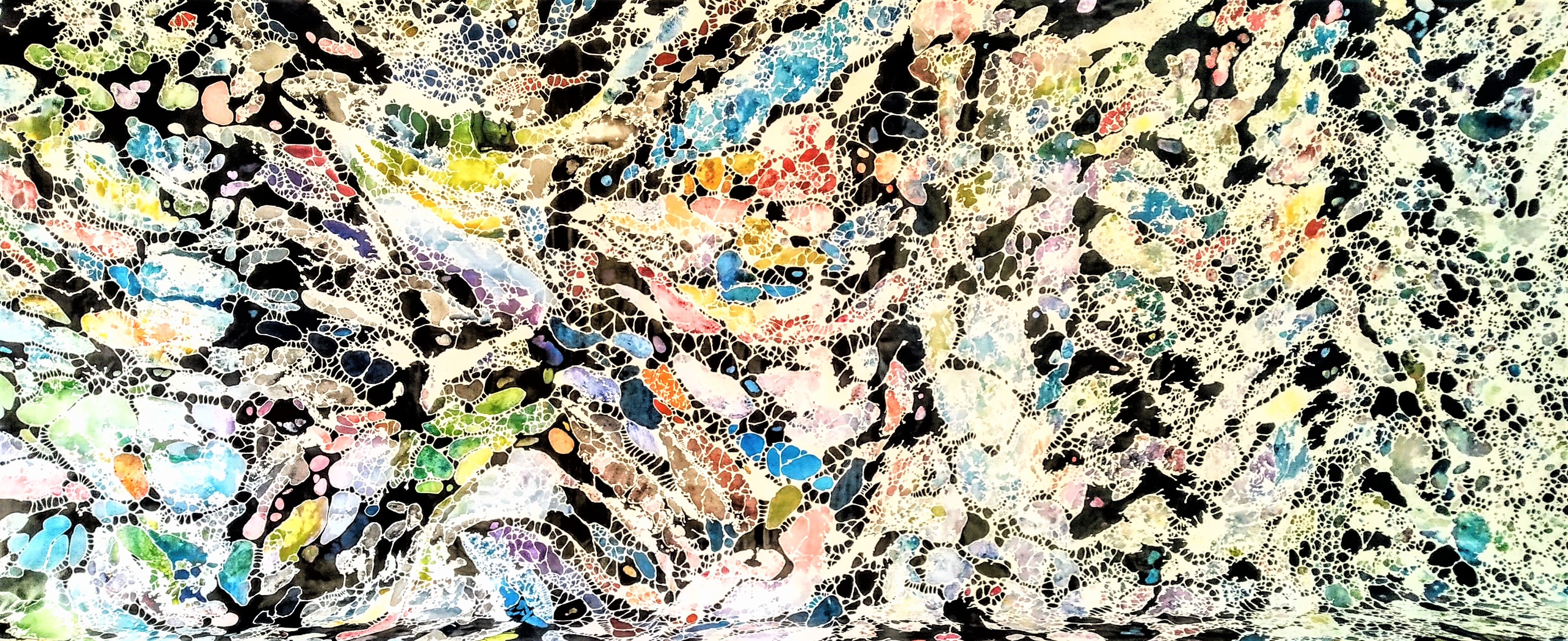
El laberinto de la memoria - [Acrílico sobre tela] 2018 (630x270)

## Exposições

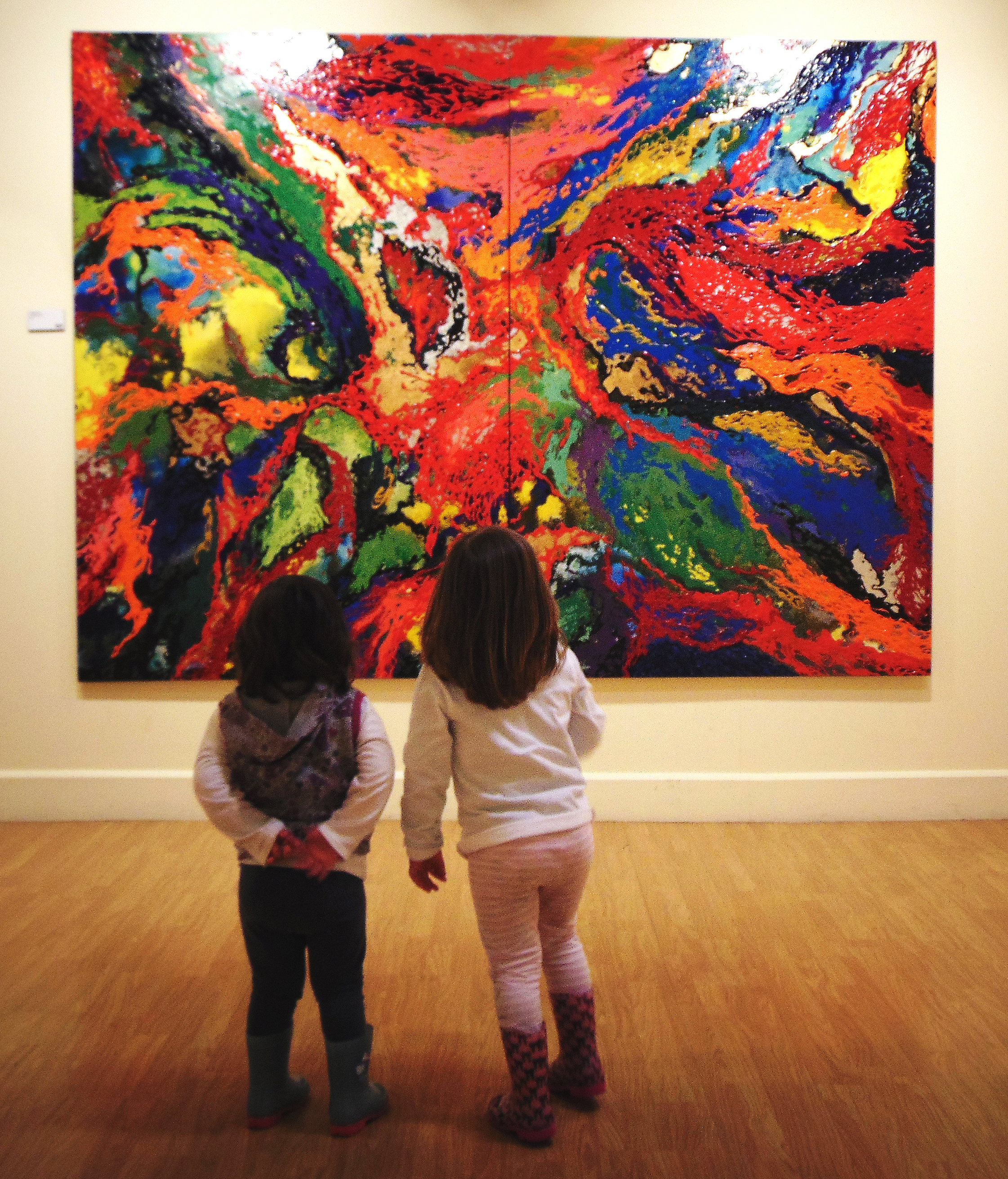
Meninas que olham pintura Yellowstone (2016)

### Exposições individuais
| 1975: - Museo de La Rioja, Logroño. - Ayuntamiento de La Coruña. 1978: - Museo de La Rioja, Logroño. - Delegación de Turismo, San Sebastián. - Mairie de Perpignan (França). - Museo Paula Becker-Modershon, Bremen (Alemanha). - Museo San Telmo, San Sebastián. 1979: - Sala Gótica, Instituto Estúdios Ilerdenses, Lérida. - Diputación Provincial de Lugo. 1980: - Museo Provincial de Teruel. - Atelier Galerie “GAG”, Bremen (Alemanha). - Museo de La Rioja, Logroño. 1981: - Hostal Reyes Católicos, Santiago de Compostela. - Caja de Ahorros Provincial de Alicante. 1982: - Museo Arqueológico Provincial de Orense. - Museo Provincial de Logroño. - Caja de Ahorro Provincial, Tarragona. - Aula "Adsuara", Castellón de la Plana. 1983: - Delegación de Turismo, Santander. - Cajarioja, Logroño. - Museo de La Rioja, Logroño. - Caja de Ahorro Provincial, Burgos. 1984: - Galería Eureka II, Madrid. - Caja de Ahorro Provincial, Córdoba. 1985: - Ayuntamiento de La Coruña. - Cajarioja, Logroño. - Caja de Ahorros del Mediterráneo, Dénia (Alicante). - Caja de Ahorro Provincial, Huelva. - Caja de Ahorro Provincial, Vigo. |  | 1986: - Sala Gótica, Instituto Estúdios Ilerdenses, Lérida. - Hostal Reyes Católicos, Santiago de Compostela. - Caja de Ahorro Provincial, Ávila. 1987: - Galería Arabesque, La Coruña. - Caja de Ahorros del Mediterráneo, Alcoy (Alicante). - Cajarioja, Logroño. 1988: - Galería "Zeus", Zaragoza. 1989: - Fundación "Kutxa" de Álava (Vitória). - Galería "Gesfime", Zaragoza. 1990: - Galería Ansorena, Madrid. - Cajarioja, Logroño. 1992: - Cajarioja, Logroño. 1994: - Galería "Gil de la Parra", Zaragoza. 1996: - Galería "Aguado", Logroño. 1997: - Goya Art Gallery, Nueva York (EE.UU.). 2004: - Ayuntamiento de La Coruña. - Galería "Aguado", Logroño. 2016: - Centre d'Art l'Estació, Dénia (Alicante). - Palácio Ducal de los Borgia, Gandía (Valencia). - Galería Javier Román, Málaga. - Sky Gallerie, Barcelona. - Fundación Caja Rioja-Bankia, Logroño. 2017: - Sala "Coll Alas", Gandia (Valencia). - Fundación Balearia Es Polvorí, Ibiza. |

### Exposições colectivas
| 1974: - Salón Franco-Español, Burdeos (França). 1978: - Información y Turismo, San Sebastián. - Ayuntamiento de Zaragoza. 1980: - Sala Gótica, Instituto Estúdios Ilerdenses, Lérida. 1981: - Centro Mercantil, Zaragoza. 1982: - Palácio Provincial de Zaragoza. - Palais des Fates de Talence (França). - Casa Municipal de Cultura, Calahorra (La Rioja). |  | 1983: - Museo de La Rioja, Logroño. - Sala Gótica, Instituto Estúdios Ilerdenses, Lérida. 1989: - Galería "Gesfime", Zaragoza. 1996: - Goya Art Gallery, Nueva York (EE.UU.). 1999: - Galería "Carlos Gil de la Parra", Zaragoza. 2001: - Caja Madrid de Coruña, Aranjuez. 2015:: - Centro Cultural La Vaguada "Vanguardia", Madrid. - Museo Antonio López Torres (Tomelloso) "Exposición Itinerante CERVARTES. Castilla La Mancha". - Galería Javier Román, Málaga. |

### Eventos
Salón Franco-Español, Burdeos (França).
- Palais des Fates de Talence (França).
- Ayuntamiento de Tárrega (Lérida).
- Palácio Provincial de Zaragoza.
- Ayuntamiento de Zaragoza.
- Palácio de las Alhajas, VII Premios Blanco y Negro de Pintura, Madrid.
- Goya Art Gallery, II Salón de Verano Ciudad de Nueva York, Nueva York (EE.UU.).
- XIII Certamen Tema Jardines, Asociación Pintores y Escultores, Aranjuez.

### Feiras de arte
- 1989: "BIAF" Feria Internacional Art Forum 89, Barcelona.
- 2002: "FAIM" Feria de Arte Independiente, Madrid.
- 2016: "We Are Fair", Madrid.[36]
- 2016: Feria Internacional "Art Marbella", Marbella.

## Menções em livros e jornais
- Diccionario de Pintores y Escultores Españoles del Siglo XX. Tomo 12.[37]
- Pintores de Aragón.[38]
- Catálogo Nacional de Arte - Canart.[39]
- Revista Crítica de Arte nº 52.[40]
- Correo del Arte nº 68.[41]
- La Rioja del Lunes nº 220.[42]
- Revista Crítica de Arte nº 182.[43]
- Diário La Rioja nº 36786.[44]

## Galeria

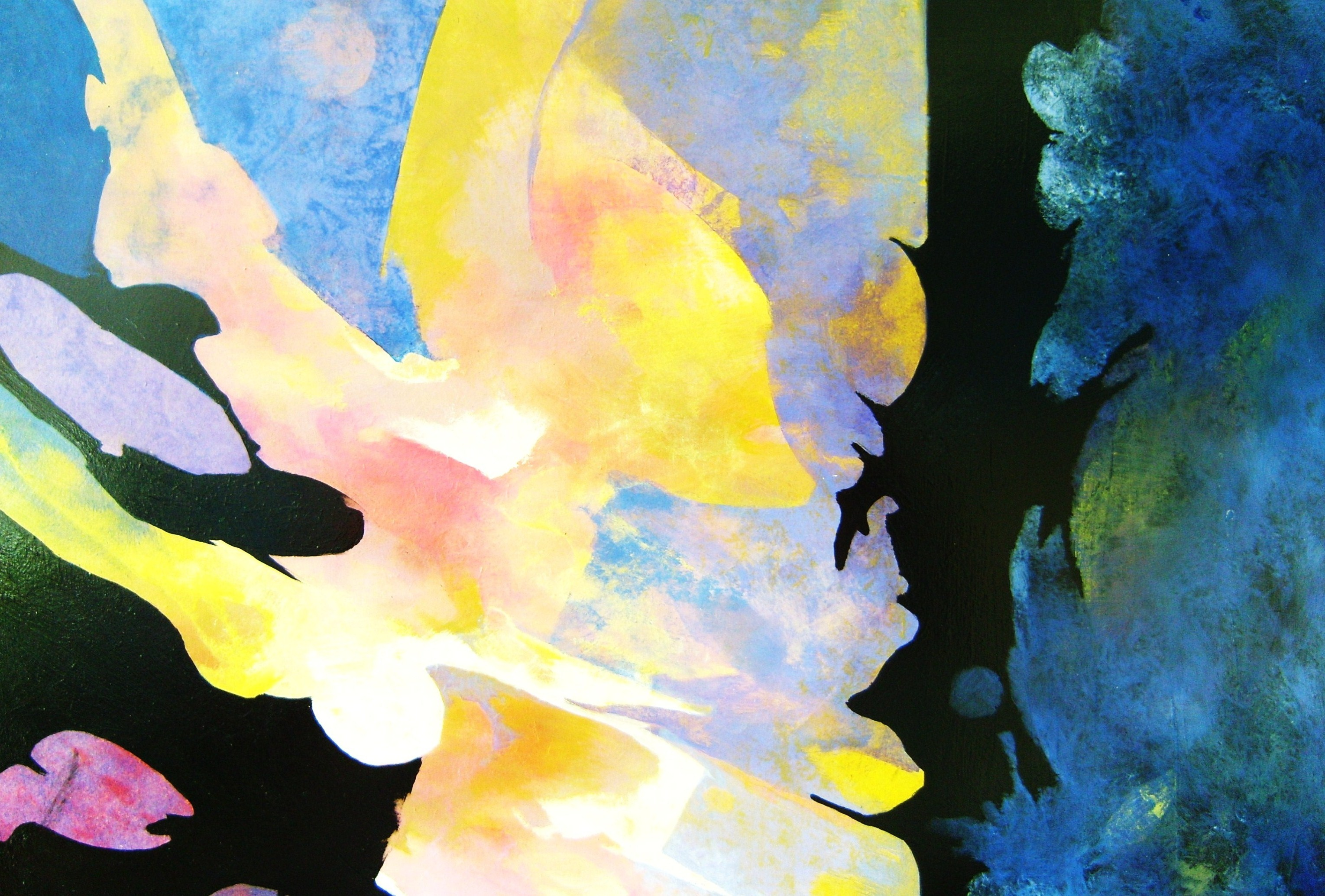
Celeste I [Acrílico sobre tablex] 2006 (70x50)
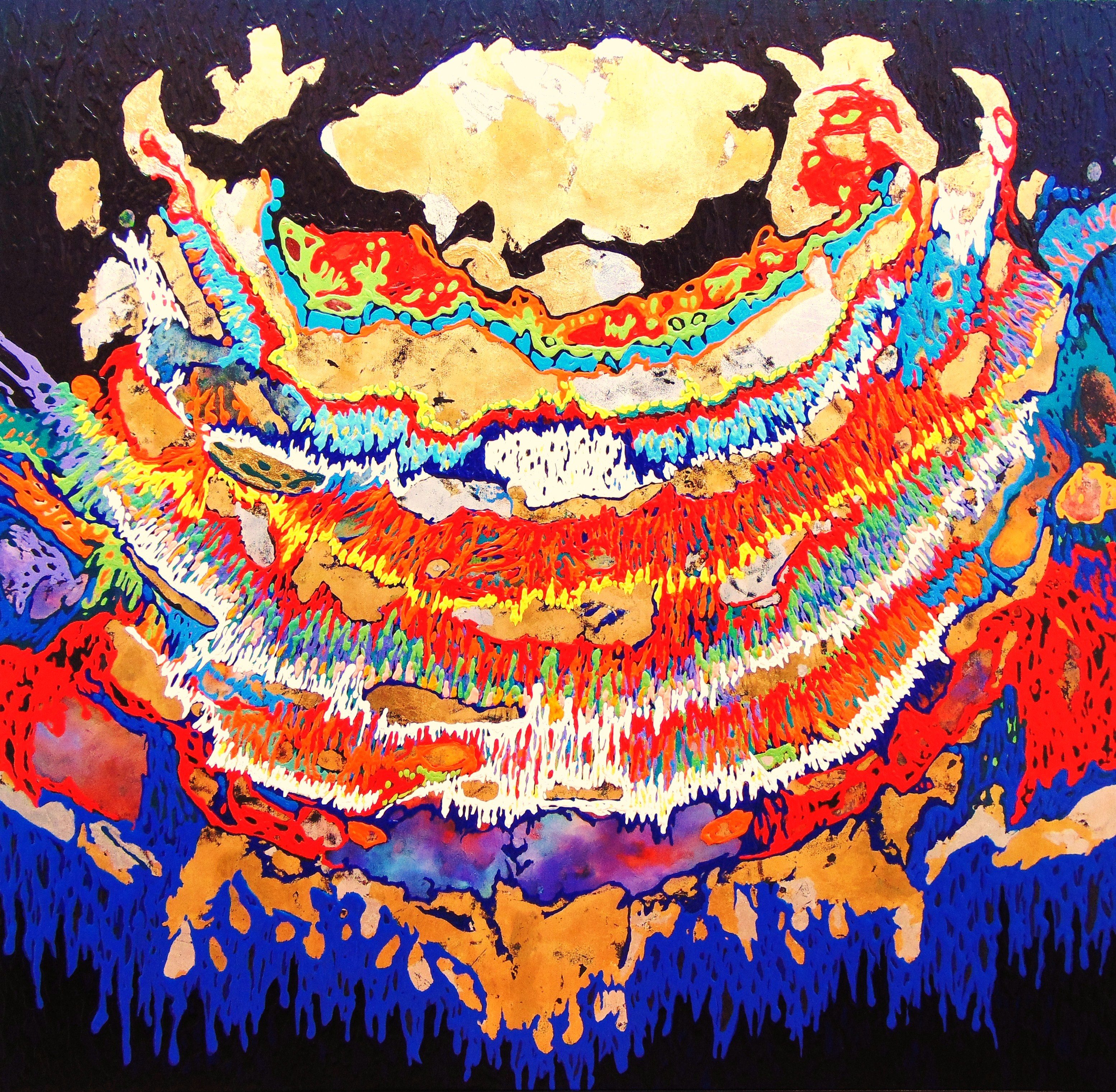
Collar egipcio [Acrílico y pan de oro sobre tablex] 2015 (122x118)
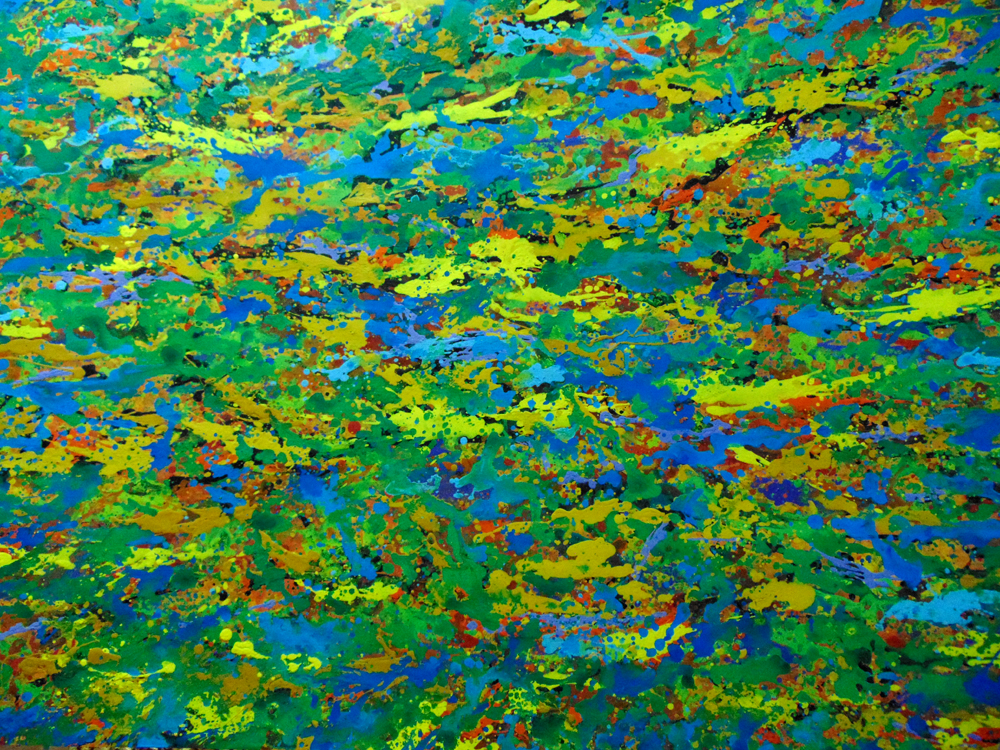
Homenaje a Gora [Acrílico sobre papel y tablex] 2014 (100x70)
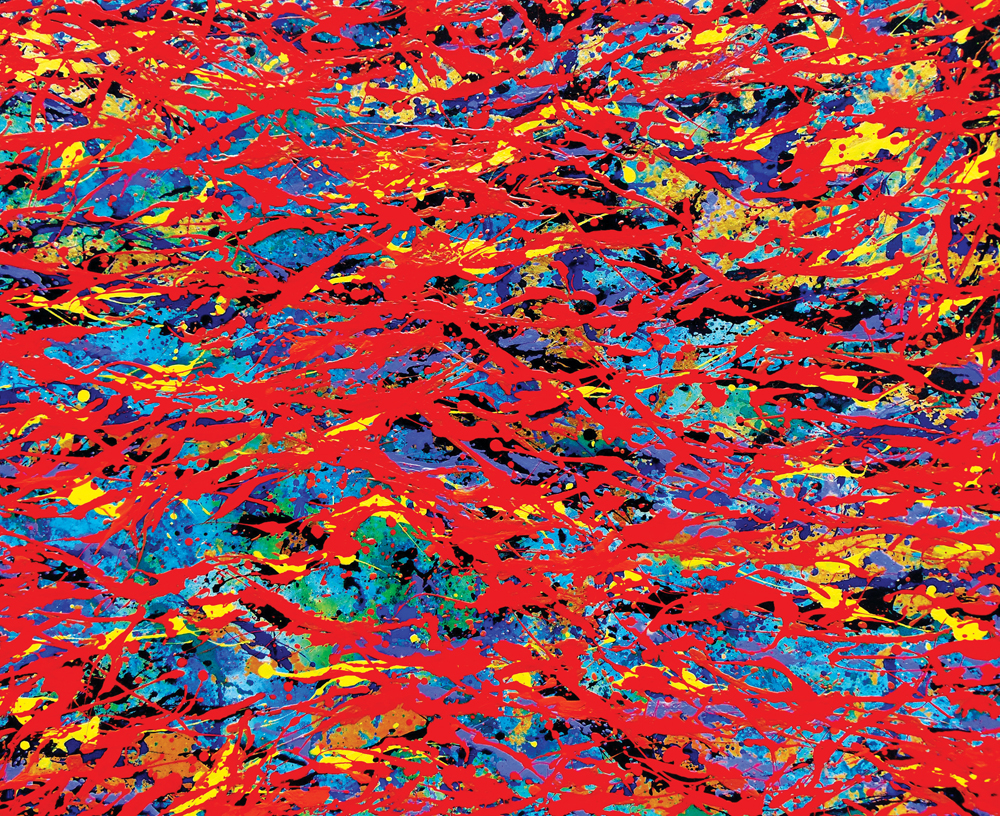
Hatshepsut II [Acrílico y pan de oro sobre tablex] 2015 (120x100)
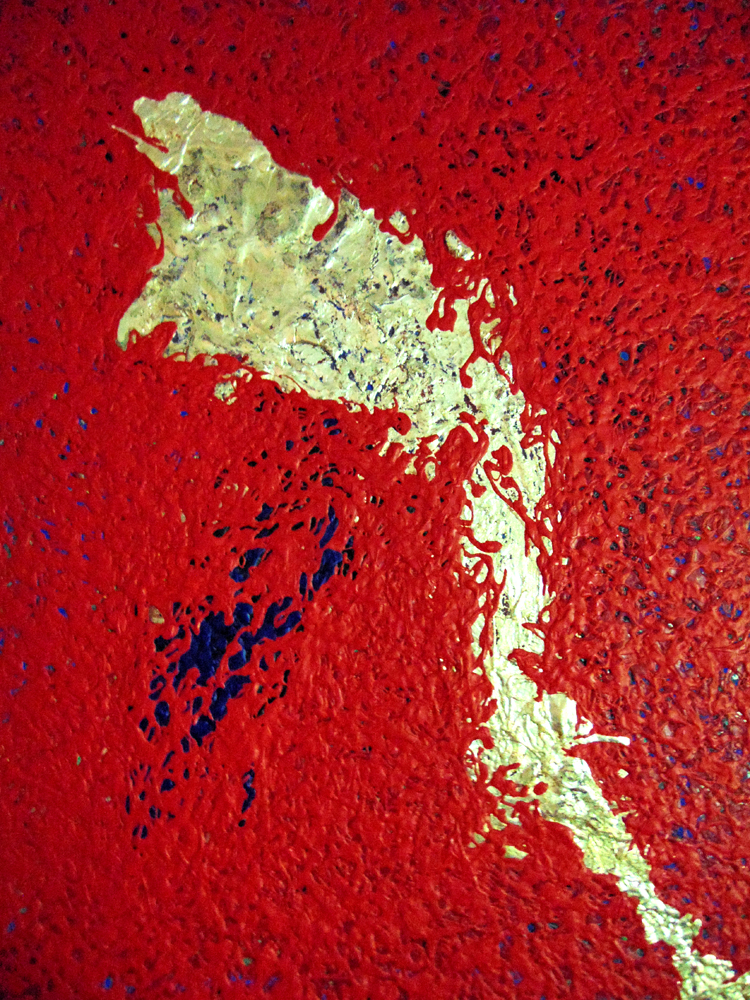
Lago Dorado [Acrílico y pan de oro] 2015 (122x100)
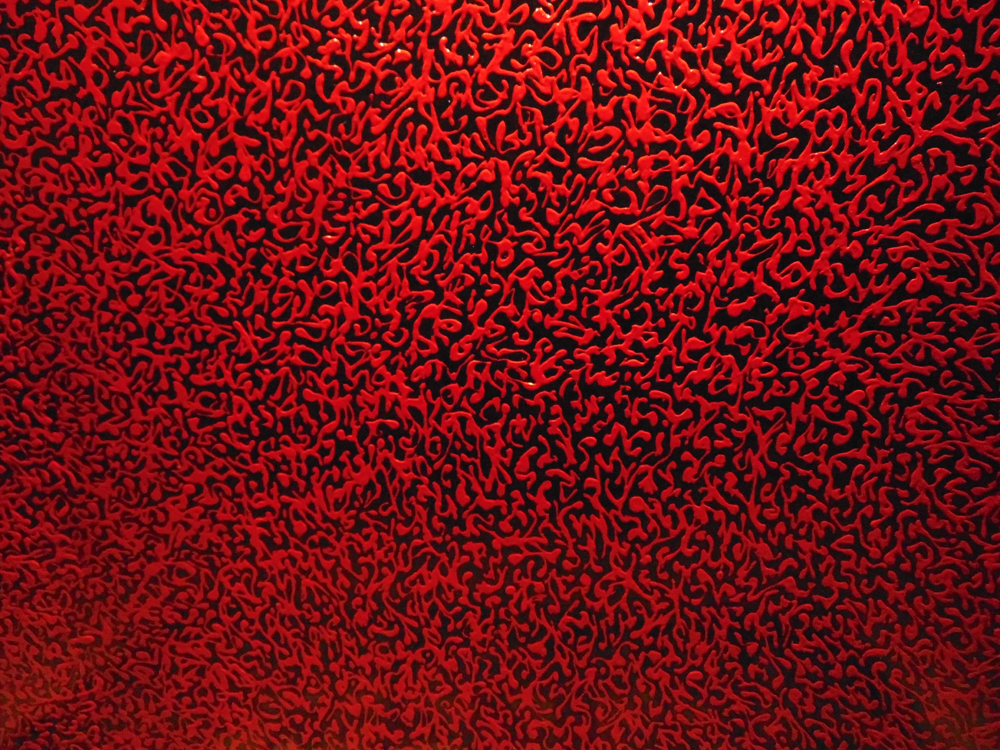
Dianium 7 [Acrílico sobre lienzo] 2015 (195x130)
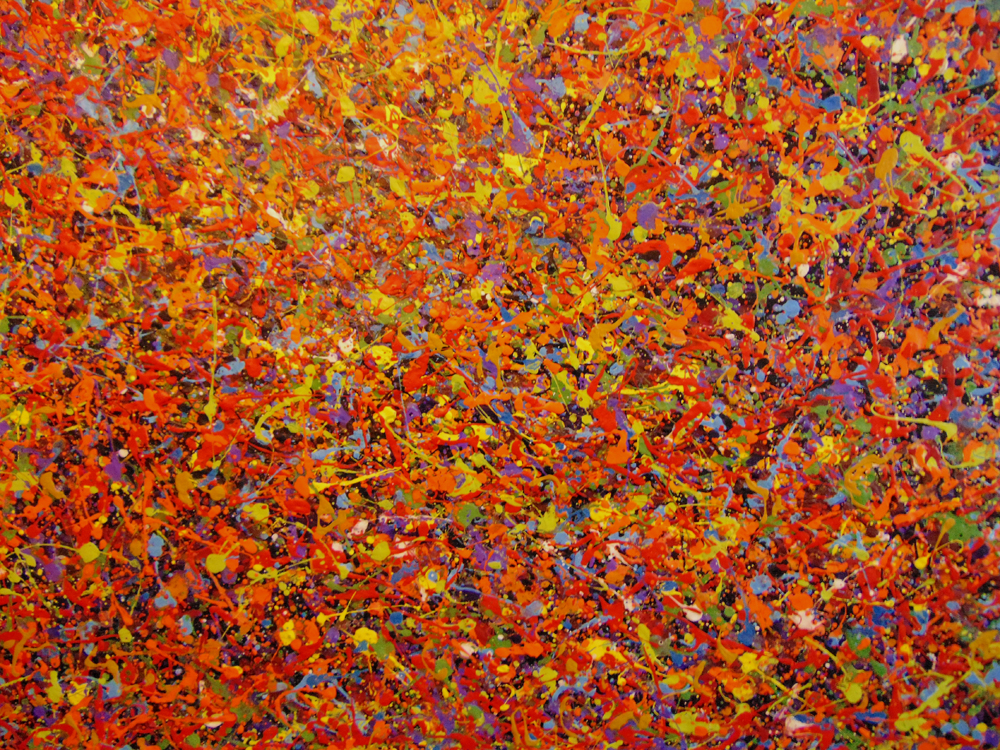
Dianium 16 [Acrílico sobre papel y tablex] 2015 (100x70)
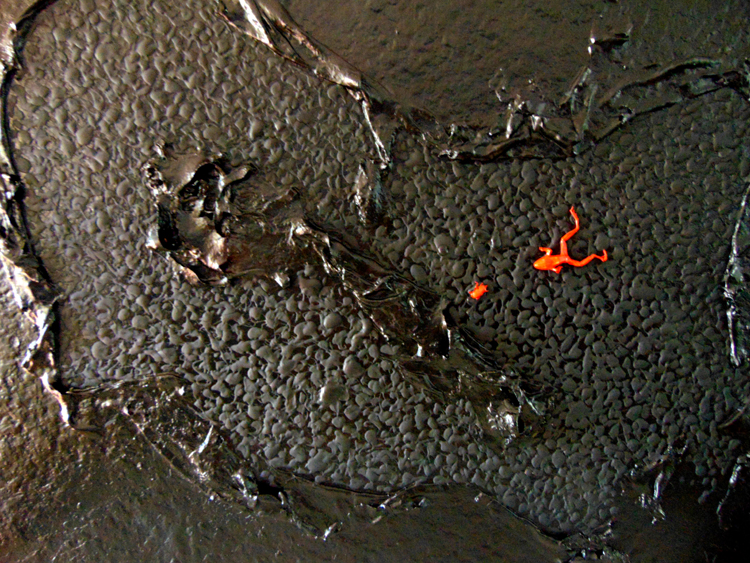
El fin es el fin [Técnica mixta sobre lienzo] 2016 (122x100)
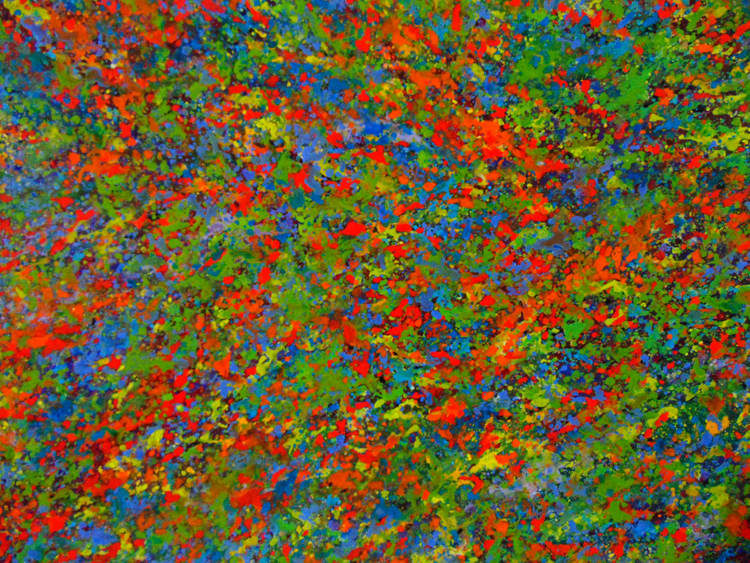
Murano IV [Acrílico sobre lienzo] 2016 (122x100)
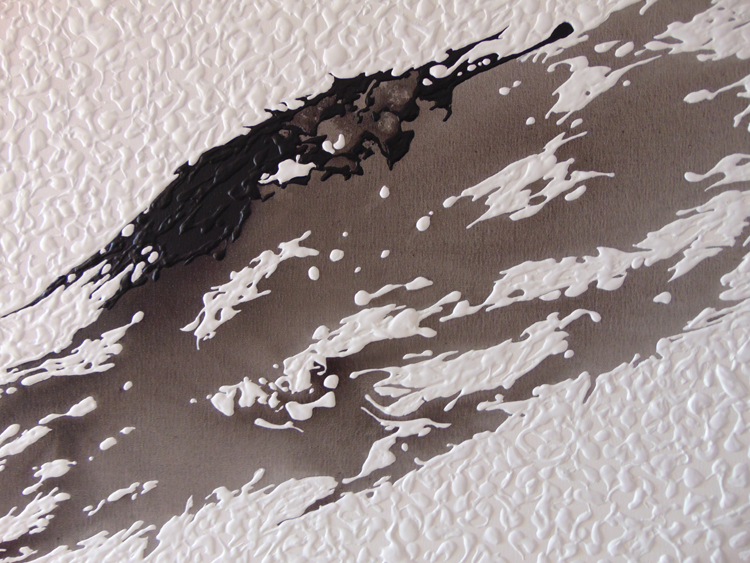
Sin Título [Acrílico sobre lienzo] 2016 (100x70)
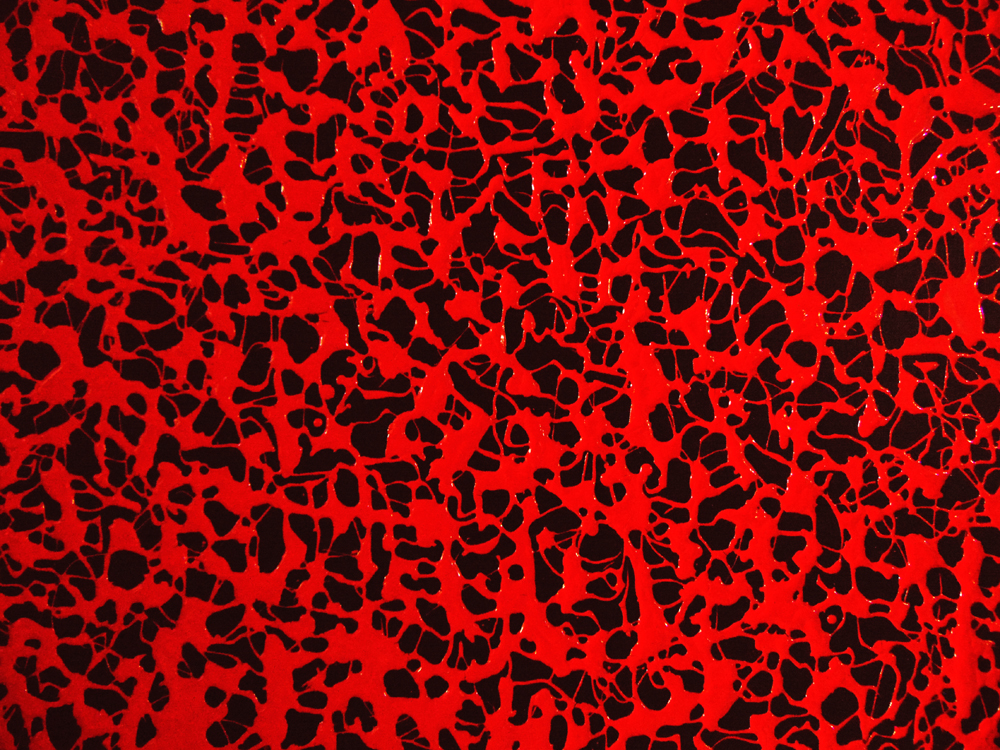
Serie Micra [Acrílico sobre bastidor] 2016 (50x50)
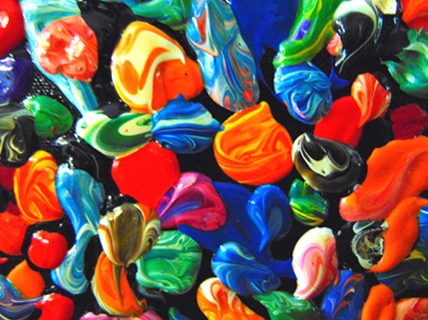
Fragmento Murano
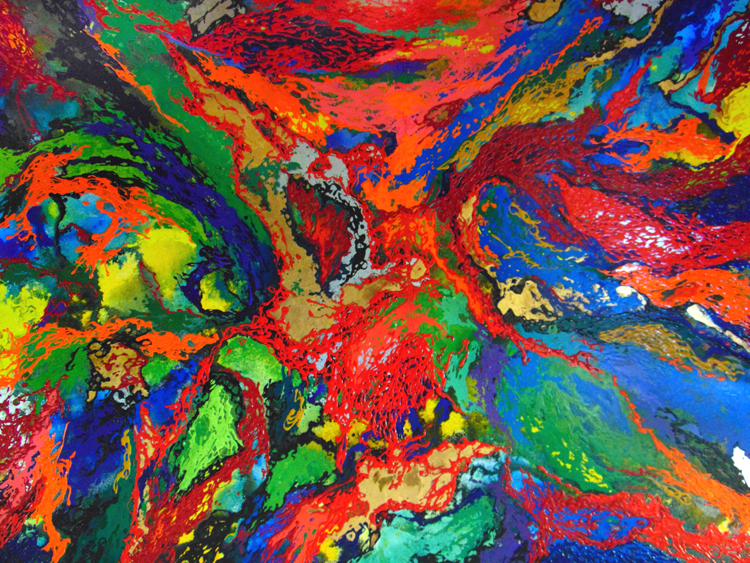
Yellowstone [Acrílico y pan de oro sobre lienzo] 2015 (260x195)
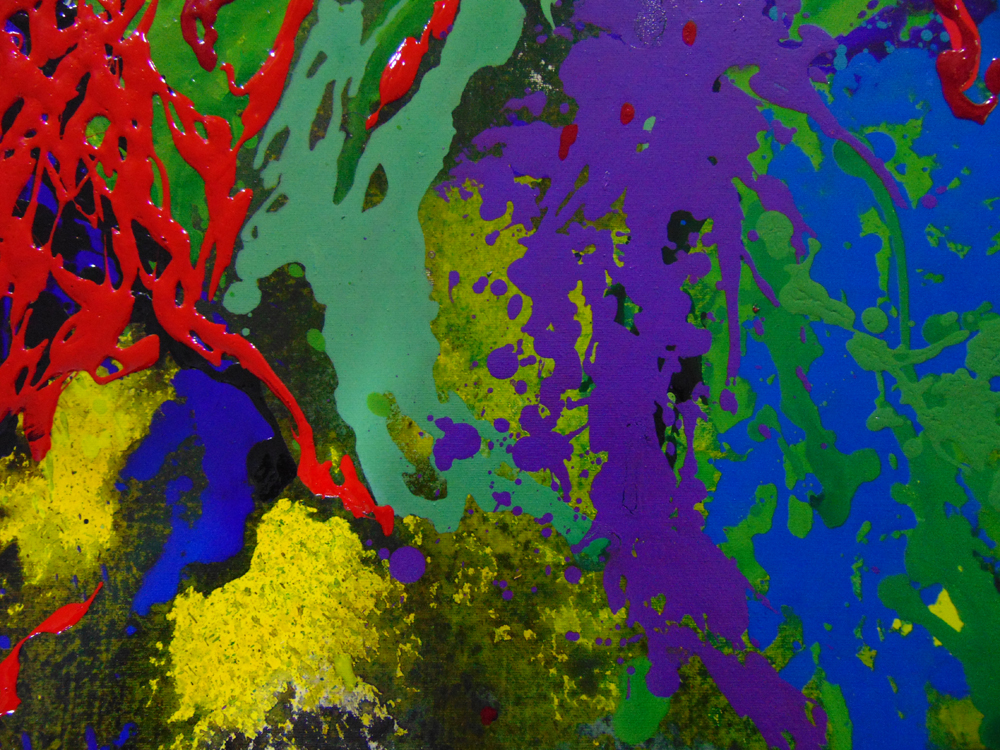
Fragmento de la obra Yellowstone (2015)
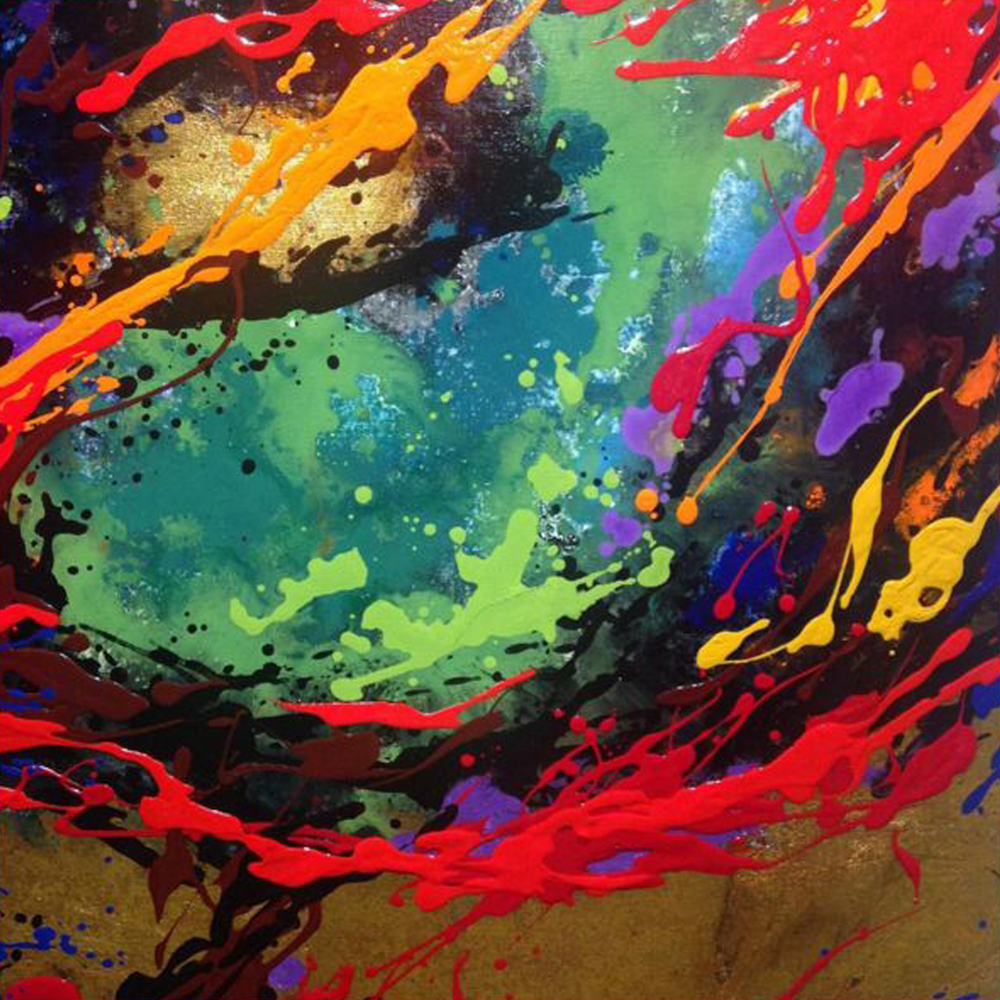
Fragmento de la obra Yellowstone (2015)
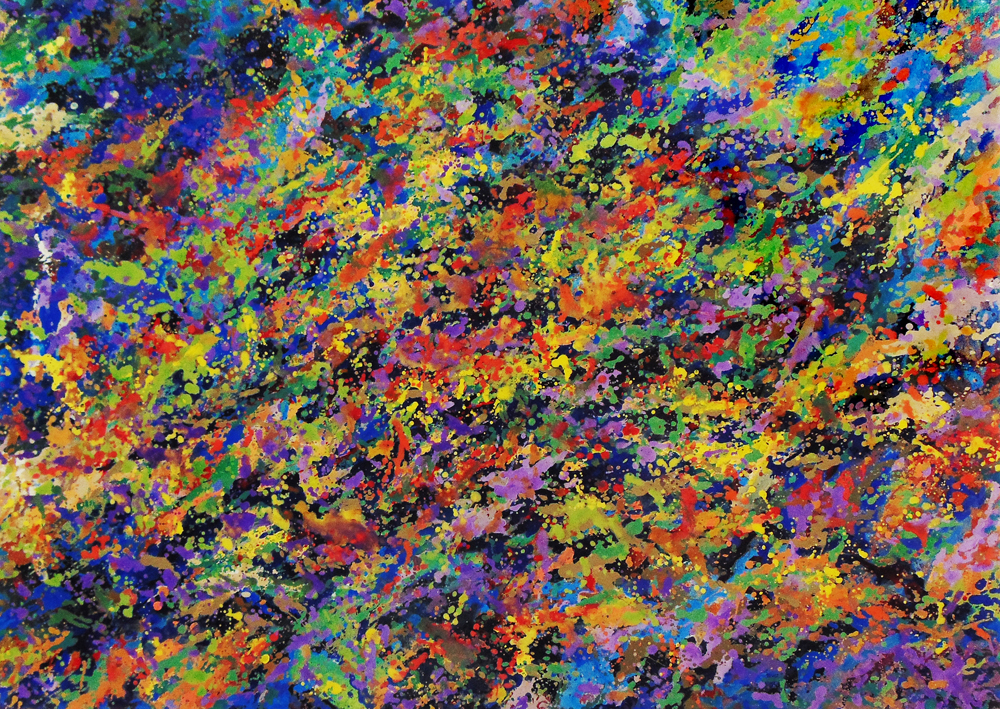
Recuerdo a Ulmer (Acrílico sobre tablex) 2014 (100x70)

## Ligações Externas
- (em castelhano) Site «Oficial de Requena Nozal» Verifique valor |url= (ajuda). www.requenanozal.com
- (em castelhano) «Requena Nozal: Abstract e naturezas no site YouTube». www.youtube.com
- (em castelhano) «Blog dedicado a Requena Nozal e técnica da encáustica». enkaustikos.blogspot.com.es
- (em castelhano) «Blog sobre Requena Nozal e trabalho». deletrasycolores.blogspot.com.es
- (em inglês) «Matilde Eugenia Blog (Inglês e Espanhol) dedicado a Requena Nozal». modernistencaustic.com[ligação inativa]
- (em português) «"Pompom e Os coelhinhos branco". A história das crianças com ilustrações de Requena Nozal». catalogo.bnportugal.pt
- (em castelhano) «Blog dedicado a encáustica com referências a Requena Nozal». graficoui.blogspot.com.es